# Roodoorbergtangare
De roodoorbergtangare (Anisognathus igniventris) is een zangvogel uit de familie Thraupidae (tangaren).

## Verspreiding en leefgebied
Deze soort telt 4 ondersoorten:
- A. i. lunulatus: noordoostelijk Colombia en westelijk Venezuela.
- A. i. erythrotus: van centraal Colombia tot noordelijk Peru.
- A. i. ignicrissa: het noordelijke deel van Centraal-en centraal Peru.
- A. i. igniventris: van het zuidelijke deel van Centraal-Peru tot westelijk Bolivia.